# Андоба (приток Каурчака)
Андоба — река в России, протекает по Турочакскому району Республики Алтай. Устье реки находится по правому берегу реки Каурчак в 2 км от устья Каурчака. Длина реки — 14 км.

## Данные водного реестра
По данным государственного водного реестра России, относится к Верхнеобскому бассейновому округу, водохозяйственный участок реки — Бия, речной подбассейн реки — Бия и Катунь. Речной бассейн реки — Верхняя Обь до впадения Иртыша.